# Косогубка порелоподібна
{{#ifeq:0|0|{{#if:Plagiochila porelloides|{{#if:|[[]}}|[[]]}}}}
Косогубка порелоподібна (Plagiochila porelloides) — вид печіночників родини косогубкових (Plagiochilaceae).

## Поширення
Батьківщиною є Європа, Азія, Північна Америка.
Plagiochila porelloides росте на свіжих або вологих, переважно затінених, багатих поживними речовинами, багатих вапном або помірно багатих основами місцях, не багатих або злегка багатих гумусом: зазвичай у лісах на скелях, біля основи дерев, на насипах і тріщинах у землі, але рідко безпосередньо на ґрунті.

## Характеристика
Це помірно сильні чи сильні рослини, не розгалужені чи рідко розгалужені, мають довжину від 1,5 до 7 сантиметрів і ширину від 2 до 5,6 міліметрів, ростуть від прямовисних до висхідних та утворюють зелені або темно-зелені галявини. Край листа зазвичай дрібнозубчастий, рідше майже цільний. Клітини листка округло-шестикутні, розміром від 24 до 44 мкм у центрі листка, зі злегка потовщеними клітинними стінками та злегка потовщеними кутами клітин. На одну клітину припадає від 4 до 10 масляних тілець. Plagiochila porelloides дводомна. Спорові коробочки овальні, товщиною 70-80 мкм, гладкі спори розміром 16-18 мкм. Спори дозрівають навесні, але цей вид рідко плодоносить.